# Belvedere Marittimo
Belvedere Marittimo è un comune italiano di 9 121 abitanti della provincia di Cosenza, in Calabria.

## Geografia fisica

### Territorio
Il centro abitato si compone di due parti distinte: il borgo medievale, che sorge su una sporgenza rocciosa situata a circa 150 m sul livello del mare, e la parte più propriamente marinara, sviluppatasi sul litorale e nota come Marina di Belvedere Marittimo a 10 m s.l.m. Quest'ultima, edificata in epoca più recente, ospita attrezzature e residenze turistiche. La cittadina gode di un clima invernale particolarmente mite e di estati calde, ma non torride.

## Storia

### Simboli
Lo stemma è stato riconosciuto con DCG del 4 agosto 1931.
Il gonfalone, concesso con regio decreto del 9 ottobre 1930, è un drappo di azzurro.

## Monumenti e luoghi d'interesse

### Architetture religiose

#### Chiesetta del Rosario
Uno dei monumenti più antichi è la chiesetta del Rosario, sul cui portale, in pietra arenaria, è inciso l'anno 1091. In Contrada Rocca è presente una torre di osservazione a base quadrangolare romana.

#### Chiesa del Santissimo Crocifisso
Un importante crocifisso ligneo risalente agli inizi del XVIII secolo (1711) è presente nella chiesa omonima situata nel centro storico del paese. Eretta ai margini dell'abitato, a ridosso delle antiche mura della città, sul pendio che declina ripidamente verso il fondo della stretta vallata dove scorre il fiume Soleo, la chiesa del SS. Crocifisso di Belvedere si presenta oggi con un sembiante molto semplice, quasi dimesso, che ad un primo sguardo farebbe pensare ad una storia circoscritta in confini temporali ristretti. Basta entrare, però, nella piccola chiesa per rimanere sorpresi di fronte alla splendida scultura che campeggia sull'altare maggiore, un gigantesco Crocifisso ligneo risalente agli inizi del Settecento, testimonianza di un luminoso passato che contrasta fortemente con le modeste condizioni attuali, rendendo ancor più doloroso il confronto tra la realtà presente ed il ricco e importante percorso storico dell'antica chiesa.
La sua edificazione fu avviata nel 1599 dai confratelli della Congregazione di Santa Maria del Pianto, «eretta con le continue e larghe limosine dei cittadini», le cui Regole vennero approvate dal vescovo di San Marco Argentano, mons. Giovanni Girolamo Pisani, il 14 novembre di quell'anno. In documento del 4 luglio 1728 la chiesa viene chiamata con la duplice denominazione di "Santa Maria del Pianto" e del "SS. Crocifisso", che ricorre in molti atti della prima metà del Settecento, allo scopo di identificare in maniera più precisa il sacro edificio, che aveva cambiato nome agli inizi del secolo.
La chiesa fino al 1708 viene indicata nei documenti come Chiesa di Santa Maria del Pianto, e dal 1722 come Chiesa della Confraternita del SS. Crocifisso. Era stata dunque la confraternita a cambiare nome e a modificare, di conseguenza, anche il nome della propria chiesa. In un atto del 1732 si legge infatti: “Confraternita laicale della Venerabile Chiesa di S. Maria del Pianto, hoggi riformata e detta il SS.mo Crocefisso”. Ma cosa determinò tale "riforma"? La risposta è da individuarsi nella scultura lignea raffigurante Cristo crocifisso collocata sull'altare maggiore, una superba opera d'arte, di inestimabile valore, realizzata nel 1711, epoca in cui, quasi certamente, la chiesa assunse la nuova denominazione di SS. Crocifisso. La nuova intestazione trovava piena rispondenza nello stesso motivo ispiratore della congrega, ovvero la compartecipazione alle sofferenze di Cristo quali fratelli flagellanti, che praticavano penitenze severe soprattutto durante la settimana santa, per provare sul proprio corpo i supplizi della Passione.
Quella "croce di legno" posizionata sull'altare, davanti alla quale sostavano in preghiera i confratelli, venne sostituita nel 1711 con l'attuale Crocifisso in legno scolpito e dipinto, ordinato da un autorevole committente, il cui nome è rimasto finora ignoto, che doveva sicuramente avere una grandissima sensibilità artistica ed una notevole apertura verso le novità, oltre che una profonda religiosità. Inoltre, doveva mantenere influenti contatti con l'ambiente artistico napoletano o pugliese, territori ove operava in quegli anni l'autore della scultura, o perlomeno con i principali rappresentanti locali dell'Ordine Domenicano, probabilmente attraverso gli importanti conventi di Bonifati o di Guardia Piemontese, dal momento che il geniale artista del Crocifisso, il chierico secolare Pietro Frasa, era legato alla famiglia dei domenicani tramite l'amicizia ed i rapporti di collaborazione con il venerabile P. Ludovico M. Calco, insigne esponente dell'Ordine dei Predicatori, familiarità che si protrasse sino alla morte del Calco, avvenuta a Troia il 20 agosto 1709, quando ancora non aveva compiuto 40 anni.
Pietro Frasa, nato a Milano il 27 giugno 1678 da Giosafat ed Eleonora Goldaniga, e morto a Foggia il 9 maggio 1711, era un noto predicatore, e la sua idea di riforma cristiana del mondo passava attraverso l'immagine di Cristo in croce, unico modello da imitare per gli uomini, e per rendere questo modello il più possibile presente davanti agli occhi dei fedeli, nel 1708 fece intagliare due crocifissi da uno scultore milanese, Giovan Battista Antignati, e poi li dipinse: «Fatti dunque scolpire due simulacri di Gesù steso in croce, egli stesso li volle dipingere, con quell'espressione di piaghe, che ne fecero i Profeti e lo stesso Cristo, rivelandosi a' Santi ancor viventi».
Oggi quei crocifissi si trovano uno nell'oratorio di San Gaudenzio a Galliate (NO) e l'altro nella chiesa di S. Pietro a Oggebbio (NO). In quello stesso anno si recò a Roma, e da lì si spostò in Puglia insieme al Padre Ludovico Calco. Anche qui, prima che lo sorprendesse la morte all'età di soli 33 anni, realizzò due crocifissi, uno per la Cattedrale di Troia ed uno per la Cattedrale di Foggia, più un terzo, poi scomparso, per la città di Biccari (FG).
Il Cristo crocifisso di Belvedere, che replica quello della Cattedrale di Foggia, tranne lievi variazioni, potrebbe essere il Crocifisso di cui si erano perse le tracce, realizzato dal Frasa nel 1711 destinandolo, secondo i testimoni che deposero al processo troiano per la causa di beatificazione di P. Ludovico M. Calco, alla chiesa matrice di Biccari, ma del quale non rimane alcuna traccia in quella cittadina né sul territorio pugliese, né ne parlano i documenti dell'epoca, se si escludono le dichiarazioni dei testimoni. Dunque, l'opera di Belvedere potrebbe essere proprio quel Crocifisso “misteriosamente scomparso”.
Per il Crocifisso belvederese fu chiaramente usato lo stesso disegno dell'opera foggiana, con il Cristo morto che presenta il capo abbandonato sulla spalla destra, mentre il corpo si contorce a spirale ed il sangue scorre a rivoli dalle numerose ferite, una raffigurazione potente e terribile allo stesso tempo, il cui effetto sullo spettatore è ulteriormente accentuato dalle enormi dimensioni della statua: un realismo esasperato, intriso di esaltata drammaticità, non esente da gigantismo espressivo ancora legato agli stimoli caravaggeschi, in cui le figure presentano una cruda realtà. Molto probabilmente si tratta di suggestioni riprese dal dipinto raffigurante la Flagellazione di Cristo del Caravaggio, già a San Domenico Maggiore, ora a Capodimonte, evidentemente utilizzato dal Frasa come idea per i crocifissi di Belvedere e Foggia, che mostrano la stessa plasticità e struttura compositiva, e dove la resa naturalistica si esprime con forza nella torsione del corpo martoriato del Cristo.
È possibile che egli abbia visto il dipinto del Merisi durante i suoi frequenti viaggi a Napoli, dove forse dimorava presso il convento domenicano di San Pietro Martire, in cui soggiornava anche il compagno di viaggio P. Ludovico M. Calco. Il Frasa si recava spesso nella città partenopea per controllare l'andamento dei lavori d'intaglio commissionati ad uno scultore del quale il Vescovo di Troia, Mons. Emilio Giacomo Cavalieri, riferendosi al Crocifisso di Foggia, scriveva: «L'artefice dell'immagine è stato uno scultore di Napoli, ma non mi sovviene il proprio nome, ma so che abita dirimpetto al Regio Palazzo nelle botteghe di Padri della Compagnia, dove anno passato v'osservai una simile, quale teneva pubblicamente esposta in vendita». Il lavoro d'intaglio, infatti, venne realizzato da un artista napoletano, mentre il Frasa si riservò le rifiniture e la pittura, e suo fu pure il progetto, eseguito dallo scultore sotto la sua costante direzione.
Nonostante le dimenticanze di mons. Cavalieri, e considerate le numerose coincidenze che caratterizzano la vicenda, legata soprattutto alla produzione scultorea in ambito pugliese ed in particolare in Capitanata, a mio parere non è azzardato inserire i crocifissi di Belvedere, Foggia e Troia, nel corpus di uno dei maestri più affermati che dominavano, fra Sei e Settecento, lo scenario della statuaria lignea napoletana, Giacomo Colombo, o della sua bottega.

### Architetture militari
Castello di Belvedere Marittimo
Nella parte antica del Borgo figura il castello, il cui nucleo originario, secondo la tradizione, risalirebbe al periodo normanno, poi ampliato e fortificato in periodo svevo. Ma è con l'arrivo degli Angioini, che si sostituirono agli Svevi, che il nucleo normanno-svevo fu trasformato in vera e propria residenza castellare. L'ammodernamento dell'intera struttura militare e della cinta del borgo di Belvedere si ebbe ad opera del feudatario Ruggero Sangineto, il quale nel 1287 adeguò e modificò la struttura ulteriormmente, sulla base di nuove scoperte. L'attuale immagine si deve, però alla nuova ristrutturazione, alla volontà della famiglia Sanseverino di Bisignano, che volle adeguarlo alle moderne scoperte militari di fine Quattrocento, secondo canoni rinascimentali. Il nuovo assetto umanistico risale al 1490, sotto re Ferrante d'Aragona, il cui stemma compare sulla porta d'accesso alla cinta castellare. L'edificio ricalca morfologicamente alcuni caratteristiche tipiche dell'architettura castellare padano-marchigiana. In particolare i beccatelli di coronamento si potrebbero accostare ad alcune soluzione del Castello di Imola. Ma in particolare la struttura e la forma dei torrioni rispecchierebbe alcune soluzioni che risocntroniamo nei castelli calabresi. Negli stessi possedimenti dei Sanseverino a Corigliano calabro e in altre strutture presenti nel Regno: In Campania, in Abruzzo, in Basilicata, nel Castello Tramontano di Matera etc. Ma è soprattutto nei castelli di Puglia, a San Giovanni Rotondo a Rocchetta Sant'Antonio, a Taranto, ad Otranto e nel castello di Corigliano d'Otranto, dove vediamo maturate e circostanziate, in quegli stessi anni, alcune soluzioni già presenti nel castello di Belvedere. Ultimamente è stato accostato all'opera di Giuliano da Maiano, di Francesco di Giorgio Martini e di Antonio Marchesi da Settignano.

### Architetture civili
- Casa natale di san Daniele Fasanella, patrono del luogo.

### Aree naturali

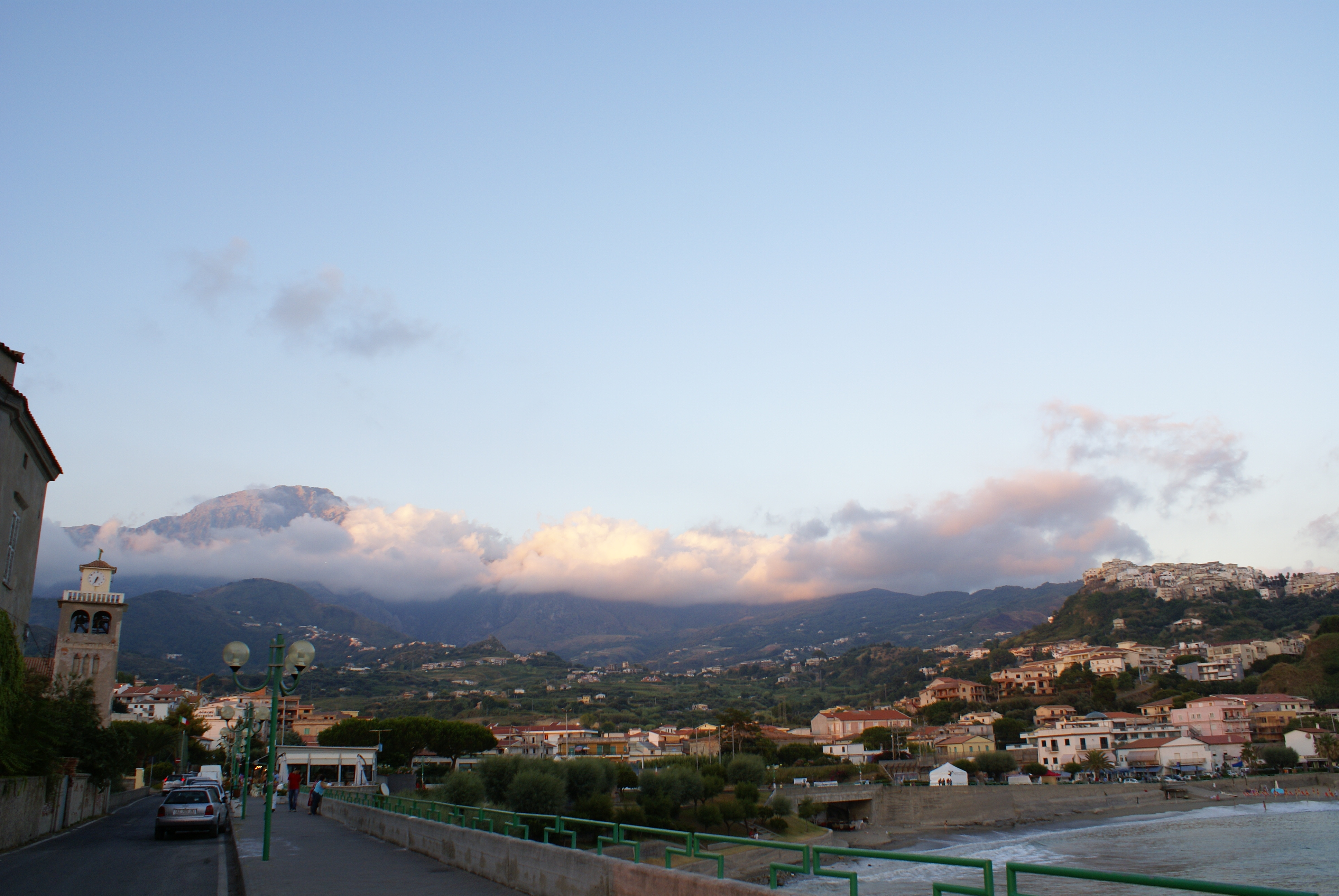
Panorama

Parte del territorio comunale di Belvedere Marittimo è inclusa nell'area protetta del Parco nazionale del Pollino.

### Archeologia
A Capo Tirone (Marina di Belvedere) è documentata la presenza di sepolture bruzie risalenti ai secoli IV-III a.C. Nel 1956, durante dei lavori di costruzione, vennero alla luce materiali di diverse tombe, tra cui una collana in terracotta e uno specchio circolare in bronzo, tipici di un corredo funebre femminile. La ceramica rinvenuta, di imitazione o di produzione coloniale, attesta i rapporti tra la comunità brezia e il mondo greco. Intorno al promontorio, nell'area pianeggiante della "Cotura", è documentata anche la presenza di un insediamento romano di epoca imperiale: una villa d'otium, venuta alla luce durante i recenti lavori di realizzazione del Museo del mare.
Il prof. Nocito riferisce che nel '600 vennero trovate monete con l'effigie di Augusto e, di recente, i fondali hanno restituito un'anfora vinaria.
Sono presenti altri siti archeologici sparsi per tutto il territorio: ritrovamenti presso Trifari, San Giorgio e Centro storico.
Nel corso degli ultimi due secoli si sono avuti, nel territorio di Belvedere Marittimo, importanti ritrovamenti che hanno portato alla luce una serie di beni archeologi, visibili oggi presso il Museo della Memoria Storica “Città di Belvedere Marittimo” in Via Castel Ruggiero, dove si trovano le riproduzioni conformi agli originali, realizzate dai maestri Pasquale Capano e Giuseppina Veneruso. Gli originali si trovano, ancora, presso il Museo Civico di Cosenza, nei depositi del Museo di Reggio Calabria e nei magazzini dell’ufficio scavi di Sibari. Lo storico Giovanni Amellino, tra il 1886 ed il 1890, fece delle pubblicazioni sulle sepolture ed i relativi corredi scoperti in quegli anni lungo il fiume Soleo presso il pianoro “Galiso” in località Oracchio, che dimostrano che nel nostro territorio era presente una popolazione preistorica (X– IX sec. a.C.). Nel VII sec. a.C. si ha una migrazione brutia sulle colline a ridosso del Monte La Caccia. Si tratta di microinsediamenti nelle aree rurali dove gli abitanti erano pastori o agricoltori, con coltivazioni di uva (all’epoca principale prodotto agricolo del territorio belvederese) o dediti alla fabbricazione del cotto e di tegoloni, anfore e orci. La Marina era luogo di imbarco e di transito per ogni spostamento. Negli anni cinquanta, durante i lavori, nella frazione Marina, per la costruzione della chiesa in località “Capo Tirone”, è stata rinvenuta una sepoltura femminile con vari oggetti di corredo che evidenziano aree di addensamento di età arcaica classica ed ellenistica campana.
Negli anni ottanta, in località Pantana, durante i lavori per la costruzione di una strada di collegamento con Trifari, è stata scoperta una tomba, relativa a frequentazioni Brettie (IV– III sec. a.C.), con corredo, tra cui un cratere a campana a figure rosse con satiro seduto su una roccia ed una figura femminile. A Trifari, in particolare, sono venuti alla luce resti di una struttura di tipo abitativo (muri di pietre fluviali e parti di tegole legate con un terreno argilloso). Agli inizi degli anni novanta scoperte di ceramiche arcaiche (frammenti a vernice nera ed acroma, frammenti di laterizi, di tegole piane con bordo bombato, di coppi) sono state effettuate in località S. Ianni, con presenza di resti di strutture di una fattoria di epoca ellenistica. Sul finire del XX secolo in località S. Giorgio è stato rinvenuto un antico palmento con locus vinarius di tradizione romana, deputato al frangimento dell’uva. Al confine nord del territorio di Belvedere, nei pressi dell’incrocio con la strada comunale per Quattromani, sono stati messi in luce nel 1999 alcuni tratti di un muro di terrazzamento e strutture murarie di rinforzo. L’insediamento riguarda una villa romana (I–III sec. d.C.).

## Società

### Evoluzione demografica
Abitanti censiti

### Etnie e minoranze straniere
Secondo i dati ISTAT al 31 dicembre 2018 la popolazione straniera residente era di 324 persone.
Le nazionalità maggiormente rappresentate in base alla loro percentuale sul totale della popolazione residente erano:
- Romania 132 1,42%

## Cultura

### Congregazione cristiana
In zona Acquaro è presente la Chiesa della Congregazione Cristiana della quale Belvedere Marittimo è la sede centrale per l’intero territorio nazionale.

### Eventi
Ogni anno a Belvedere si può assistere alla manifestazione "Note di fuoco NDF", un festival pirotecnico, al quale partecipano le tre nazioni migliori del mondo in questo campo. La durata della manifestazione varia da un minimo di 3 giorni ad un massimo di 6 (nella prima edizione del 2007) e si articola in spettacoli di grande richiamo e in una serie di iniziative volte ad attrarre un pubblico sempre più numeroso. Nel 2007 è stata raggiunta la presenza record di 200 000 persone per lo spettacolo dei fuochi artificiali.
Nel 2020 non si svolgerà per l'emergenza sanitaria Covid-19.
Gli altri eventi del territorio comunale sono:
- Festa e mercato in onore di san Daniele, 13-20 ottobre
- 22 giugno festa della Santa Croce
- 13 Dicembre festa e mercato in onore di Luigi Pollio e Riccardo Barbato

## Geografia antropica

### Frazioni
Il comune comprende anche numerose frazioni: Laise, Sant'andrea, Petrosa, Petrosa Alta, Calabro, Serluca-calabaia Isola Palazza, San Nicola, Olivella, Malafarina, Timpone lacoli, Palazza Alta, Santo lanni, Trigiano, Oracchio Alto, Trifari Alto, Fontanelle, Livorni, San Giorgio Pantaide Bassa, Quattromani, Pantaide, San Nicola Bassa, Pantaide Alta, Virella, Campominore Alto, Il Barone, Oracchio, Sabatara, Piano La Poma, Campominore, Paradiso, Castagne.

## Economia
Sono presenti due cliniche private, un’associazione di assistenza a ragazzi portatori di handicap e svariate aziende di piccole/medie dimensioni nei settori del marmo, infissi, ecc. Molto praticata è la lavorazione dei cedri, utilizzati in svariati settori. Sviluppato anche il turismo come centro balneare.
Rilevante anche la lavorazione dell'argilla, che, soprattutto nel passato, ha avuto diversi maestri artigiani.
In passato era operante nell'area di Belvedere Marittimo, la Foderauto Brutia. La Foderauto Bruzia Monti, con sede in Belvedere Marittimo era fornitrice della LEAR Corporation Italia Spa, capo commessa per l'allestimento dei sedili per il gruppo
FIAT. A seguito della crisi tessile l'azienda fu costretta ad un graduale ridimensionamento e infine alla chiusura.

## Infrastrutture e trasporti
Il territorio comunale è servito dalla Strada statale 18 Tirrena Inferiore e dalla linea ferroviaria Battipaglia-Reggio di Calabria con la stazione di Belvedere Marittimo.

## Amministrazione
| Periodo        | Periodo   | Primo cittadino  | Partito                  | Carica  | Note |
| -------------- | --------- | ---------------- | ------------------------ | ------- | ---- |
| 13 giugno 2022 | in carica | Cascini Vincenzo | Lista Progetto Belvedere | sindaco |      |

### Gemellaggi
- Belvedere Langhe
- Belvedere Ostrense
- Belvedere di Spinello
- Ceuta
- Mitzpe Ramon